# バレーボールポルトガル男子代表
バレーボールポルトガル男子代表は、バレーボールの国際大会で編成されるポルトガルの男子バレーボールナショナルチームである。

## 歴史
1947年に国際バレーボール連盟へ加盟。1956年世界選手権に初出場し、2002年に46年ぶり2回目の出場。準々決勝へ進出した。欧州選手権は2005年に54年ぶりに出場し、2011年予選で3大会ぶり4回目の出場を決めた。

## 過去の成績

### オリンピックの成績
- 2000年 - 予選敗退
- 2004年 - 最終予選敗退
- 2008年 - 最終予選敗退

### 世界選手権の成績
- 1956年 - 15位
- 1998年 - 欧州予選敗退
- 2002年 - 8位
- 2006年 - 欧州予選敗退
- 2010年 - 欧州予選敗退

### 欧州選手権の成績
| - 1948年 - 4位 - 1951年 - 7位 - 2001年 - 予選敗退 - 2003年 - 予選敗退 - 2005年 - 10位 - 2007年 - 予選敗退 | - 2009年 - 予選敗退 - 2011年 - |  |

### ワールドリーグの成績
| - 1999年 - 10位 - 2001年 - 13位 - 2002年 - 13位 - 2003年 - 13位 - 2004年 - 10位 - 2005年 - 5位 - 2006年 - 13位 | - 2011年 - 14位 - 2012年 - |  |